# 이매진아시아
이매진아시아(Imagine Asia) (한국: 036260)는 대한민국의 연예 기획사이다. 회사는 매니지먼트 사업 외에도 엔터테인먼트 산업(영화, 드라마 기획·제작·투자와 음반·공연기획, TV 예능방송 사업) 등을 하는 종합 엔터테인먼트이다.
한편, 2008년 3월 오라클엔터테인먼트-웰메이드엔터테인먼트와 합병하여 웰메이드스타엠으로 상호명이 변경되었으며 지석진 김제동 등이 회사를 떠난 뒤 드라마 및 영화 제작,배우 전문 매니지먼트 등으로 바뀌었고 2014년 3월 웰메이드예당으로 상호명이 변경되었으며 2016년 3월 변종은 전 회장이 보유하고 있던 151만 5774주를 청호컴넷에 인수시켰으며 같은 해 6월에는 현재의 상호명으로 변경됐고 변종은 회장은 지분을 넘긴 뒤 웰메이드예당을 새롭게 설립했는데 이매진아시아 전 소속 배우였던 이선빈 진지희가 전 소속사(이매진아시아)로부터 전속계약 해지에 따른 소송에 휘말렸으나 승소했다.
한편, 94억원 규모의 배임-횡령 혐의가 거래가 발생하여 한국거래소 코스닥시장본부로부터 주권매매거래가 정지되는 수모를 당했으며  이 과정에서 황영희 이일화 등 대부분 소속 배우들이  신생 배우 전문 매니지먼트업체 빅보스엔터테인먼트로 옮겨갔고 이일화는 빅보스엔터테인먼트와의 전속계약 종료 후 유엠아이 엔터테인먼트로 이적했으며 황영희는 빅보스엔터테인먼트와의 전속계약이 종료된 뒤 혼자 활동해 왔다가 뒷날 에코글로벌그룹과 전속계약을 체결했다.

## 연혁
- 전신은 텐트 산업체인 반포산업으로 1976년 7월 설립되었다.
- 1982년 10월 경기도 성남시로 본사를 이전하였으며, 2000년 3월 반포텍으로 상호를 변경하였다.
- 2006년 2월 장동건, 현빈, 신민아 등이 소속된 스타엠 엔터테인먼트와 합병하였고, 3월 스타엠으로 상호를 변경하였다.
- 2007년 11월 26일 주식장외거래시장에 상장되었다.
- 2008년 3월 웰메이드스타엠으로 상호를 변경하였고,[5][6], 2008년 6월 본사를 서울특별시 강남구로 이전하였다.[7]
- 2013년 9월에는 예당컴퍼니를 인수하였는데 개그맨 이혁재가 2011년 9월부터 이 회사와 3년 전속계약을 맺었으나[8] 2010년 인천의 한 룸살롱에서 여종업원 관리자를 폭행한 사건으로 방송 활동이 중단되어 빚 상환에 문제가 발생하자[9] 2013년 12월 전속계약이 해지됐으며 예당컴퍼니는 2015년 12월 해당 회사(당시 웰메이드예당)에서 보유한 주식을 매각하여 예당에서 분리됐다.
- 2013년 12월에는 걸 그룹 걸스데이가 소속된 드림티 엔터테인먼트를 인수하였다.[10]
- 2014년 3월 계열회사 확장에 따른 이미지 제고를 위해 상호를 웰메이드 예당으로 변경한다고 발표했다.[11]
- 2015년 7월 자회사 드림티 엔터테인먼트는 YMC엔터테인먼트 지분 41%와 경영권을 인수하였고 본사(웰메이드예당)는 YMC엔터테인먼트 지분 39%를 인수하여[12] 최종적으로 YMC엔터테인먼트의 지분 80%와 경영권을 인수하였다.
- 2016년 3월 변종은 전 회장이 보유하고 있던 151만 5774주를 청호컴넷에 인수시켰으며[13] 6월 계열회사 확장에 따른 이미지 제고를 위해 상호를 이매진아시아로 변경한다고 발표했으며[14] 변종은 회장은 지분을 넘긴 뒤 웰메이드예당을 새롭게 설립 후 웰메이드 스타이엔티로 상호명을 변경하였다.

## 관련 소속사
- 드림티 엔터테인먼트
- YMC엔터테인먼트